# 山縣亮太
山縣 亮太（やまがた りょうた、1992年6月10日 - ）は、日本の男子陸上競技選手。専門は短距離走。「縣」が旧字体のため、新聞などの一部メディアでは「山県亮太」の表記も見られる。
2016年リオデジャネイロオリンピック4×100mリレー銀メダリスト。
広島県広島市西区鈴が峰町出身。100mの日本記録保持者である（9秒95）。2020年東京オリンピックの100m走と4×100mリレーに日本代表として出場。また東京五輪日本選手団主将を務めた。

## 経歴

### 中学生まで
1992年、時の記念日である6月10日、広島県広島市西区鈴が峰町で生まれた。未熟児で生まれ「生きるか、死ぬか」という危険な状態で、2カ月間新生児特定集中治療室（NICU）で過ごした。
しかし運動神経抜群に育ち、特に足の速さは小さい頃から大人たちを驚かせ、小学校1年の時に子犬と遊んでいたらその母犬が怒って追いかけてきたが、犬よりも速く走りそのまま逃げ切ったという。広島カープの大ファンで、少年野球に所属し、打順は1番、ポジションは遊撃手で、将来はプロ野球選手を目指していた。小学3年生の時、2つ上の兄が広島市のスポーツ交歓大会100mで入賞してもらってきた賞状の大きさを羨ましく思い、陸上を意識するようになる。4年生になった翌年、少年野球チームで一番足が速かったことから学校代表として同大会に出場するとスパイクを履いた選手たちにスニーカーで勝ち、優勝した。これが陸上競技との出会いで、走る姿が為末大も所属していた「広島ジュニアオリンピアクラブ」の指導者の目に止まり、スカウトされる。このためしばらくは野球と陸上の掛け持ちだったが、陸上のチームメイトに「野球に行っていて、土曜日の練習に来ないじゃん。そういう奴に負けるのは嫌だ」と言われたりしたため、「走ることは自分の天職だ」と考え、5年生からは陸上一本に絞るようになったという。この年の全国大会では100mで8位に入賞している。
修道中学校に進学。中学時代は100mと400メートルリレーで全日中に出場。
中学から大学2年まで、深夜に車と競走する練習を続けた。

### 高校時代
修道高等学校1年時は大分国体少年B100mで優勝。
高校2年時の2009年世界ユース陸上競技選手権大会では100mで4位入賞し、メドレーリレーでは銅メダルを獲得した。
3年時の国体少年A100mを無風の中10秒34（±0）で優勝。『月刊陸上競技』の表紙を飾る。少しだけ追い風が吹いていれば、当時の高校記録（10秒24）を塗り替えていた可能性があったといわれる。
中高6年間は部活と並行して勉学にも励んだ。インターハイ終了後に「慶應競走部の自由な競技環境だったら自分のやりたいことができる」と感じて慶應義塾大学を志願し、総合政策学部のAO入試（後期）を経て、慶應義塾大学総合政策学部に入学。当時の慶大競走部には短距離専属の指導者はいなかった。

### 大学時代

#### 2011年
慶大1年時の2011年山口国体男子100mにおいて10秒23（+1.8）の日本ジュニア記録（当時）を樹立して3位入賞。

#### 2012年
慶大2年時の2012年織田記念陸上男子100m予選にて10秒08（+2.0）を記録し同年のロンドン五輪A標準記録を突破。
6月、ロンドンオリンピック短距離日本代表に選出された。大会の男子100m走では、8月4日の予選で自己記録を更新する10秒07（+1.3）の6組2位で、北京オリンピックの塚原直貴に続く準決勝進出を果たした。8月5日の準決勝では10秒10（+1.7）の3組6位で、決勝進出を逃した。
なお、男子4×100mリレーでは日本チーム（山縣亮太－江里口匡史－髙平慎士－飯塚翔太）の1走を務め、予選を38秒07の全体4番目の記録で通過。決勝では38秒35で4位入賞（USA失格、5位→4位に順位繰上げ）を果たした。

#### 2013年
4月7日に東京六大学対抗に出場。昨年9月の日本インカレ・男子100m準決勝で右ハムストリングスを肉離れした影響により、100m予選が約7カ月ぶりのレースとなった。しかし、予選で10秒82（-6.4）、決勝では10秒47（-4.0）を記録。公認範囲の追い風2.0メートルだった場合、9秒台が出ていた可能性もあるタイムだった。
4月29日の織田記念・男子100mでは、予選でモスクワ世界選手権の参加B標準記録（10秒21）突破となる10秒17（+0.1）を記録。決勝では追い風参考記録ながら自己ベスト（10秒07）を上回る10秒04（+2.7）を記録するも、予選で日本歴代2位の記録となる10秒01を記録した桐生祥秀に0秒01差で敗れ2位に終わった。それまで山縣は次世代を担うダントツのエース候補だったが、主役の座を後輩に奪われた。
5月に関東インカレに出場すると、19日の男子100m決勝を10秒30（-1.4）で制して関東インカレ初タイトルを獲得。26日の男子200m決勝では日本歴代10位（当時）およびモスクワ世界選手権の参加A標準記録（20秒52）突破となる20秒41（-0.5）を記録し、100mとの2冠を達成した。
6月の日本選手権では、7日の男子100m予選で10秒14（+0.3）、8日の決勝で10秒11（+0.7）を記録し、2レース続けてモスクワ世界選手権の参加A標準記録（10秒15）を突破。織田記念では競り負けた桐生祥秀を0秒14差で破り、日本選手権初優勝を成し遂げるとともに、モスクワ世界選手権の代表入りを決めた。
7月にカザンで開催されたユニバーシアードの男子100mでは10秒21で2位になった。また、男子4×100mリレーでは日本チーム（山縣亮太－原洋介－与那国塁－飯塚翔太）の1走を務め、決勝では39秒12で2位になった。
8月にモスクワで開催された世界選手権に初出場。10日の男子100m予選では組3着までに入れば着順で準決勝に進出できたが、結果は10秒21（-0.4）の組4着に終わり、組3着とは0秒02差。タイムで拾われた最後の枠の選手とは0秒01差で準決勝進出を逃した。また、このレース中に左ハムストリングスの肉離れを起こし、出場予定だった男子4×100mリレーには出場せずに大会を後にしたが、重症ではなかったので帰国後は1週間休みを取ってから練習を再開した。
9月7日に日本インカレの男子200m予選と4×100mリレー決勝を走った翌朝、ベッドから起きられないほどの腰痛が発生した。痛みはなかなか引かず、前屈すると痛みが激しかったため、スターティングブロックを蹴れるか不安だった。
10月に天津で開催された東アジア大会に出場すると、8日の男子100m決勝では地元中国の蘇炳添に同タイム着差あり（0秒002差）で敗れ、10秒31（-0.8）の銀メダルに終わった。しかし、9日の男子4×100mリレー決勝では日本チーム（山縣亮太－飯塚翔太－ケンブリッジ飛鳥－大瀬戸一馬）の1走を務め、日本学生混成記録および大会記録となる38秒44を記録しての金メダル獲得に貢献した。

#### 2014年
2014年シーズン前半は腰痛で出遅れ、4月29日の織田記念・男子100mは10秒26で4位、5月開催の世界リレーは関東インカレと日程が重なることなどから派遣は見送られた。6月8日の日本選手権・男子100m決勝では10秒27の2位に終わり、桐生祥秀に0秒05差で敗れ連覇を逃した。
9月の日本インカレに出場すると、5日の男子100m準決勝でシーズンベストとなる10秒14（+0.1）、6日の100m決勝で10秒20（-0.4）を記録。桐生祥秀は100mを回避して不在だったものの、日本インカレ初優勝を成し遂げた。7日の男子4×400mリレー決勝では2走を務めると、非公式ながら44秒9（慶應義塾大学の計測）のラップを刻み、この種目では61年ぶりとなる慶應義塾大学の優勝に貢献した（優勝タイムは3分04秒58）。
年9-10月に仁川で開催されたアジア大会に出場。9月28日の男子100m準決勝を全体3位タイとなる10秒17（+1.2）で突破するも、レース中に左股関節を痛めてしまう。約2時間後の決勝ではスタートで出遅れ（リアクションタイムは決勝8人の中で1番悪い0秒219）、10秒26（+0.4）の6位に終わった。10月2日の男子4×100mリレー決勝では日本チーム（山縣亮太－飯塚翔太－髙平慎士－髙瀬慧）の1走を務めて38秒49を記録するも、アジア記録（当時）となる37秒99を記録して優勝した中国に敗れ銀メダルに終わった。
アジア大会で負った左股関節の故障は練習を2週間休んだら治り、10月19日の国体・成年男子100m決勝では10秒17（0.0）を記録。アジア大会では先着を許した高瀬慧を0秒01差で抑え、4年ぶりとなる国体のタイトルを獲得した。また、この優勝タイムは後に発表された北京世界選手権の参加標準記録（10秒16）に迫るものだった。

### 社会人時代

#### 2015年
4月1日にセイコーホールディングス入社。同社に陸上競技部はないが、アスリート支援に乗り出した同社にとって第1号選手となった。なお、偶然にも山縣の誕生日の6月10日は時の記念日である。
2015年シーズン前半も腰痛に苦しみ、4月18-19日の織田記念（男子100mと200mに出場予定だった）は状態が上向かなかったので欠場。6月27日の日本選手権・男子100m予選は10秒60（+0.7）で突破するも、腰痛が悪化したため翌日の準決勝を棄権し、2大会連続の世界選手権出場を逃した。

#### 2016年
3月13日の日本ジュニア室内陸上大阪では男子60mにオープン参加。第1レースで6秒68、第2レースで6秒62の自己ベストを記録。
4月2日の東京六大学対校にオープン参加。男子100mでは10秒40（+1.9）、男子200mでは20秒88（+1.7）を記録。しかし男子100mに関しては、レースでトラブルがあり仕切り直しがされたが、それに気付かず50m付近まで全力疾走した直後の再レースだったため、疲労困憊でのレースとなった。
4月29日の織田記念・男子100m決勝で10秒27（-2.5）を記録し、桐生祥秀は不在ながら、前回大会優勝者のケンブリッジ飛鳥（10秒35）らを抑えて優勝した。また、優勝タイムの10秒27は向かい風1.5以上の条件の下での日本歴代最速タイムであり、公認範囲内の強い追い風なら9秒台が出ていた可能性もあるタイムだった。
5月8日にゴールデングランプリ川崎・男子100mに出場すると、スタート直後にバランスを崩すアクシデントがありながらも10秒21（-0.4）を記録して2位に入り、桐生祥秀とサニブラウン・アブデル・ハキームの初の直接対決で注目が集まる中、日本勢トップの成績を収めた（優勝者は10秒02のジャスティン・ガトリン）。
5月21日に東日本実業団選手権・男子100m準決勝で10秒08（+2.0）、決勝で10秒12（-0.6）を記録し、2レース続けてリオデジャネイロオリンピックの参加標準記録（10秒16）を突破。準決勝でマークした10秒08は自身4年ぶりの10秒0台で、自己ベスト（10秒07）に迫るタイムだった。
6月5日に行われた布勢スプリントに出場。1レース目は10秒23（-0.6）で2位となったが、2レース目では自己ベストを更新する10秒06（-0.5）を記録して優勝。この記録は日本歴代5位、向かい風の条件における日本歴代最高記録となった（その後、桐生祥秀の10秒03により更新される。）。
6月25日の第100回日本選手権・男子100m決勝では10秒17（-0.3）を記録して2位、ケンブリッジ飛鳥に100分の1秒差で敗れた。27日にはケンブリッジ飛鳥、桐生祥秀とともに2016年リオデジャネイロオリンピック男子100m日本代表に選出された。
リオデジャネイロオリンピック男子100mでは、予選で10秒20（-1.3）を記録、8組2着となり準決勝に進出。準決勝では自己ベストを更新する10秒05（+0.2）を記録、2組5着となり、0秒04差まで迫るも決勝進出を逃した。男子4×100mリレーでは日本チーム（山縣亮太－飯塚翔太－桐生祥秀－ケンブリッジ飛鳥）の1走を務め、予選で37秒68のアジア新記録を樹立、全体2位で決勝へ進出した。決勝では予選のアジア記録を更新する37秒60で2位となり、銀メダルを獲得した。
9月25日の全日本実業団男子100mでは、決勝で今シーズン3度目の自己ベスト更新となる10秒03（+0.5）を記録して優勝。

#### 2017年
3月11日にオーストラリアのキャンベラで行われた競技会に参加。1レース目で10秒06（+1.3）、2レース目で10秒08（-0.1）を記録。8月に行われる世界陸上ロンドン大会の参加標準記録10秒12を突破した。1日に2度の10秒0台は日本人では初めてで、8度目の達成も、並んでいた桐生を抜いて日本人最多となった。
右足首の違和感の影響で、エントリーしていた4月29日の織田記念、5月21日のゴールデングランプリ川崎、6月4日の布勢スプリントを欠場。復帰戦となった日本選手権は10秒39（+0.6）で6位に終わり、世界陸上ロンドン大会出場を逃した。
9月24日の全日本実業団では、自己ベストと自身が出した大会記録を更新する10秒00（+0.2）を記録、2連覇を達成した。
10月6日から始まる愛媛国体の成年男子100mにエントリーしていたが、右太もも裏の肉離れにより欠場。

#### 2018年
4月29日の織田記念決勝では10秒17（+1.3）を記録、ケンブリッジ飛鳥（10秒26）らを抑えて2年ぶりの優勝を果たした。
5月20日のゴールデングランプリ大阪では、男子100mで10秒13（-0.7）を記録、日本勢トップとなる2位に入った（優勝者は10秒06のジャスティン・ガトリン）。男子4×100mリレーでは、リオデジャネイロオリンピックと同じメンバーである日本Aチームの1走を務め、37秒85で優勝した。
6月3日の布勢スプリント決勝では10秒12（-0.7）を記録、飯塚翔太、ケンブリッジ飛鳥、多田修平らを抑えて2年ぶりの優勝を果たした。
6月23日の日本選手権決勝では、大会記録タイとなる10秒05（+0.6）を記録、5年ぶりとなる優勝を果たした。
8月にジャカルタで開催されたアジア大会に出場した。8月26日の男子100m決勝では10秒00（+0.8）の自己ベストタイの記録を更新、3位となり銅メダルを獲得した（1位は9秒92の大会新記録を樹立した蘇炳添）。8月30日の男子4×100mリレー決勝では日本チーム（山縣亮太、多田修平、桐生祥秀、ケンブリッジ飛鳥）の1走を務め38秒16を記録、1位となり、日本勢にとって20年ぶりである同種目の金メダルを獲得した。
9月23日の全日本実業団では10秒01（+0.0）を記録し3連覇を果たした。10秒0台は12度目で日本人最多となった。
10月6日の福井国体決勝では10秒58（-5.2）を記録、小池祐貴（10秒71）らを抑えて4年ぶりの優勝を果たした。
このシーズンは出場した19レース全てで日本勢に無敗であり、2017年7月から続く対日本勢の無敗記録を25レースに伸ばした。

#### 2019年
肺気胸のため戦線離脱、出場を予定していた日本選手権を棄権した。

#### 2021年
6月6日の布勢スプリント2021（鳥取市・ヤマタスポーツパーク陸上競技場）男子100m予選で10秒01を記録。同日のA決勝では自身初の9秒台となる9秒95の日本新記録を樹立。
6月26日の第105回日本陸上競技選手権で、10秒27で第3位に入り、オリンピック代表に内定した。
7月1日、東京五輪日本選手団の主将に決定した。山縣はJOCを通じて「自国開催のオリンピックにおいて日本代表選手団主将を拝命し、大きな責任を感じています。非常に難しい状況ですが、私たちがやるべきことは変わらないと思っています。日の丸の誇りを胸に、行動規範を遵守し、日本代表選手団として国民の皆様に少しでも前向きなニュースを届けられる様、精一杯努めて参りたいと思います」と、コメントした。
2020年東京オリンピックの陸上競技男子100m予選では10秒15で3組4着となり準決勝に進めなかった。

#### 2022年
2月22日にセイコーホールディングスでオンライン取材に応じ、右膝の手術をしていた事を公表した。

## 自己ベスト
括弧内は風速（m/s）。+は追い風、-は向かい風。
| 種目    | 記録           | 年月日        | 場所             | 備考                       |
| 屋外    | 屋外           | 屋外          | 屋外             | 屋外                       |
| ------- | -------------- | ------------- | ---------------- | -------------------------- |
| 100m    | 9秒95（+2.0）  | 2021年6月6日  | 鳥取市           | 日本記録 アジア歴代3位     |
| 200m    | 20秒41（-0.5） | 2013年5月26日 | 横浜市           |                            |
| 4×100mR | 37秒60         | 2016年8月19日 | リオデジャネイロ | 1走 日本歴代2位 前日本記録 |
| 室内    |                |               |                  |                            |
| 60m     | 6秒62          | 2016年3月13日 | 大阪市           |                            |
| 100m    | 10秒39         | 2021年2月28日 | 大崎町           | 室内アジア記録             |

### 年次記録
太字は自己ベスト。記録は当時。
|                      | 100m   | 風速 | 備考                                | 200m   | 風速 | 備考                |
| -------------------- | ------ | ---- | ----------------------------------- | ------ | ---- | ------------------- |
| 2004年 （小学6年）   | 12秒96 |      |                                     |        |      |                     |
| 2005年 （中学1年）   | 12秒39 |      |                                     |        |      |                     |
| 2006年 （中学2年）   | 11秒69 | +1.8 |                                     |        |      |                     |
| 2007年 （中学3年）   | 11秒24 | +1.8 |                                     | 22秒30 |      |                     |
| 2008年 （高校1年）   | 10秒65 | +0.9 |                                     |        |      |                     |
| 2009年 （高校2年）   | 10秒56 | +1.9 |                                     | 21秒59 | +0.9 |                     |
| 2010年 （高校3年）   | 10秒30 | +1.6 | 高校歴代5位タイ                     | 20秒81 | +1.1 | 高校歴代5位タイ     |
| 2011年 （大学1年）   | 10秒23 | +1.8 | ジュニア日本記録                    | 20秒62 | +0.0 | ジュニア日本歴代4位 |
| 2012年 （大学2年）   | 10秒07 | +1.3 | 日本歴代4位タイ 日本学生歴代2位タイ | 20秒66 | -0.3 |                     |
| 2013年 （大学3年）   | 10秒11 | +0.9 |                                     | 20秒41 | -0.5 | 日本学生歴代7位     |
| 2014年 （大学4年）   | 10秒14 | +0.1 |                                     | 20秒62 | +0.0 |                     |
| 2015年 （社会人1年） | 10秒36 | -1.1 |                                     | 20秒89 | -0.5 |                     |
| 2016年 （社会人2年） | 10秒03 | +0.5 | 日本歴代4位タイ                     | 20秒88 | +1.7 |                     |
| 2017年 （社会人3年） | 10秒00 | +0.2 | 日本歴代2位タイ                     | 20秒89 | +1.4 |                     |
| 2018年 （社会人4年） | 10秒00 | +0.8 |                                     |        |      |                     |
| 2019年 （社会人5年） | 10秒11 | +1.7 |                                     |        |      |                     |
| 2021年 （社会人7年） | 9秒95  | +2.0 | 日本記録                            |        |      |                     |

## 主な戦歴
括弧内は風速（m/s）。+は追い風、-は向かい風。記録は当時。

### 主要国際大会
| 年   | 大会             | 場所             | 種目    | 結果       | !記録          | 備考                                                                  |
| ---- | ---------------- | ---------------- | ------- | ---------- | -------------- | --------------------------------------------------------------------- |
| 2009 | 世界ユース選手権 | ブレッサノーネ   | 100m走  | 4位        | 10.80（-1.2）  |                                                                       |
| 2009 | 世界ユース選手権 | ブレッサノーネ   | 1000mR  | 3位        | 1:52.82（2走） |                                                                       |
| 2012 | オリンピック     | ロンドン         | 100m走  | 準決勝13位 | 10.10（+1.7）  | 3組5着 予選の10.07（+1.3）はオリンピック日本最高記録・日本歴代4位タイ |
| 2012 | オリンピック     | ロンドン         | 4x100mR | 4位        | 38.35（1走）   | アメリカ失格による順位繰り上げ                                        |
| 2013 | ユニバーシアード | カザン           | 100m走  | 2位        | 10.21（+0.5）  |                                                                       |
| 2013 | ユニバーシアード | カザン           | 4x100mR | 2位        | 39.12（1走）   |                                                                       |
| 2013 | 世界選手権       | モスクワ         | 100m走  | 予選22位   | 10.21（-0.4）  | 7組4着                                                                |
| 2013 | 東アジア大会     | 天津             | 100m走  | 2位        | 10.31（-0.8）  |                                                                       |
| 2013 | 東アジア大会     | 天津             | 4x100mR | 優勝       | 38.44（1走）   | 大会新記録                                                            |
| 2014 | アジア大会       | 仁川             | 100m走  | 6位        | 10.26（+0.4）  |                                                                       |
| 2014 | アジア大会       | 仁川             | 4x100mR | 2位        | 38.49（1走）   |                                                                       |
| 2016 | オリンピック     | リオデジャネイロ | 100m走  | 準決勝11位 | 10.05（+0.2）  | 2組5着 日本歴代5位 オリンピック日本最高記録                           |
| 2016 | オリンピック     | リオデジャネイロ | 4x100mR | 2位        | 37.60（1走）   | 前日本新記録 前アジア新記録                                           |
| 2018 | アジア大会       | ジャカルタ       | 100m走  | 3位        | 10.00（+0.8）  | 日本歴代2位タイ                                                       |
| 2018 | アジア大会       | ジャカルタ       | 4x100mR | 優勝       | 38.16（1走）   |                                                                       |

### 日本選手権
| 年   | 大会                          | 場所     | 種目   | 結果   | 記録          | 備考             |
| ---- | ----------------------------- | -------- | ------ | ------ | ------------- | ---------------- |
| 2011 | 第95回日本陸上競技選手権大会  | 熊谷市   | 100m走 | 4位    | 10.52（-0.5） |                  |
| 2011 | 第95回日本陸上競技選手権大会  | 熊谷市   | 200m走 | 6位    | 20.84（0.0）  |                  |
| 2012 | 第96回日本陸上競技選手権大会  | 大阪市   | 100m走 | 3位    | 10.34（0.0）  |                  |
| 2013 | 第97回日本陸上競技選手権大会  | 調布市   | 100m走 | 優勝   | 10.11（+0.7） |                  |
| 2014 | 第98回日本陸上競技選手権大会  | 福島市   | 100m走 | 2位    | 10.27（+0.6） |                  |
| 2015 | 第99回日本陸上競技選手権大会  | 新潟市   | 100m走 | 準決勝 | DNS           | 予選10.6（+0.7） |
| 2016 | 第100回日本陸上競技選手権大会 | 名古屋市 | 100m走 | 2位    | 10.17（-0.3） |                  |
| 2017 | 第101回日本陸上競技選手権大会 | 大阪市   | 100m走 | 6位    | 10.39（+0.6） |                  |
| 2018 | 第102回日本陸上競技選手権大会 | 山口市   | 100m走 | 優勝   | 10.05（+0.6） | 大会記録タイ     |

### その他の大会
- 2007年（中3）
  - 全日中 - 100m 予選・4×100mリレー
- 2008年（高1）
  - 広島県高校総体 - 100m 優勝
  - 中国高校総体 - 100m 5位
  - 全国高校総体 - 100m 予選
  - 国体 - 少年B100m 優勝
- 2009年（高2）
  - 広島県高校総体 - 100m 優勝（2連覇）
  - 中国高校総体 - 100m 優勝
  - 全国高校総体 - 100m 予選
- 2010年（高3）
  - 広島県高校総体 - 100m 優勝（3連覇）・200m 優勝（リレー2種目も含め短距離4冠）
  - 中国高校総体 - 100m 優勝・200m 優勝（リレー2種目も含め短距離4冠）
  - 全国高校総体 - 100m 3位・200m 準優勝
  - 国体 - 少年A100m 優勝
  - 日本ジュニア選手権 - 100m 優勝・200m 優勝
- 2011年（大1）
  - 国体 - 成年100m 3位
- 2012年（大2）
  - 織田記念 - 100m 1位
- 2013年（大3）
  - 織田記念 - 100m 2位
  - 関東インカレ - 100m 優勝・200m 優勝

## 人物・エピソード

### 人物
- 山縣家は祖父の代まで広島市中島町の現在の原爆資料館（広島平和記念公園）そばにあり、1945年8月6日の原子爆弾投下で曾祖父は即死したという[51][52]。祖父は宮島に疎開していたため難を逃れたが、直後に広島市内に入って被爆した[51]。
- 大学ではスポーツビジネスのゼミに所属し、卒業論文は「日本人の短距離選手が米国で良好な競技環境を得るための考察」[53]。
- 魚が好きで趣味は海釣り[1][12]。自身で釣った魚を自身でさばく[1][12]。特に怪我をして辛い時は何よりの気分転換になるという[1]。他の趣味は読書[1]。音楽はクイーン、サザンオールスターズ、Mr.Childrenなど90年代のJ-POPをよく聴く[17]。

### エピソード
- 2011年に国体100m決勝で10秒23のジュニア日本記録（当時）を樹立したが、これは自分でもなぜ出たのか分からない、まぐれだった。同じように走った次の日本ジュニア選手権では10秒5台に終わり、かなり落ち込んだ[54][55]。
- 2012年3月に行われた日本陸上競技連盟の合宿で朝原宣治と土江寛裕から技術的なアドバイスを貰い、飛躍のきっかけとなった。それまでの山縣は「スタートが命」と考えていた選手で、朝原宣治も当時の山縣のことを「スタートが特徴的な選手で、後半失速するタイプ」と振り返っている。しかし、この合宿で「スタートが全てではないよ」と言われ、100mには中間疾走があることを教えてもらった[54][55]。
- 2012年4月の織田記念100m予選で10秒08を記録した時は自分でも驚いたが、8月のロンドンオリンピック100m予選で10秒07をマークした時は、自分でもなぜその記録が出たのか分析できていた。そのため、「9秒台もそのうちいけるだろう」「どんどん（9秒台と）言ってくれ」という気持ちで、周囲の高まる9秒台の声も苦ではなかった[53]。
- 2012年以降は一人前の結果を求めるあまり、自分にも他人にも厳しくなり、3年生の頃は大学の練習中にしっかりやっていない同期などにきつく言うこともあった。しかし、2013年モスクワ世界選手権100mで予選敗退に終わり、怪我まで負ったレース後、周りから責められると思っていた山縣を待っていたのは、伊東浩司をはじめコーチからの優しい言葉だった。これがとても嬉しく、「人に厳しく接し続けるのはちょっと違うな」と思った[53][54]。
- 2013年モスクワ世界選手権では怪我のため4×100mリレーに出場せずに帰国したが、チームを離れる前にメンバー全員とスタッフに宛てた手紙をコーチの伊東浩司に預けたという[56]。

## 出演

### テレビ
- 情熱大陸（2017年7月30日、毎日放送）
- 釣りびと万歳「メダリストが挑む大物ブリ～山縣亮太 兵庫・明石海峡～」（2019年11月17日、NHK）
- プロフェッショナル 仕事の流儀（2020年 6月16日、NHK）

### CM
- セイコーホールディングス 企業CM「TIME IT」（2019年 - ）「いざ、140年のその先へ。」（2020年 - ）
- ドリームベッド サータ・ベッドマットレス提供・CM出演「Serta 濃い人生は、濃い眠りから」（2019年 - ）

### 新聞
- 学生新聞